# Postaggressionssyndrom
Unter dem Oberbegriff Postaggressionssyndrom, auch Stressstoffwechsel, Postaggressionsstoffwechsel oder Resorptionsstoffwechsel, fasst man die pathophysiologischen Veränderungen zusammen, die im Organismus im Rahmen von Traumata wie Verletzungen oder Operationen auftreten.

## Hintergrund und Auslöser
Diese stereotype Reaktion hat sich im Laufe der Evolution herausgebildet und erhöht die Überlebenswahrscheinlichkeit junger Individuen in lebensbedrohlichen Stresssituationen.
Dabei wird der Blutdruck aufrechterhalten, damit der Körper bei Blut-/Flüssigkeitsverlusten weiterhin ausreichend mit Blut versorgt wird. Weiterhin stellt sich eine katabole Stoffwechsellage zur Bereitstellung von Energieträgern ein. Diese dient akut für Kampf- / Fluchtreaktionen und auf längere Sicht für Gewebsreparaturvorgänge.
Die Auslöser eines Postaggressionssyndroms, die sich gegenseitig verstärken sind Schmerz, Angst, Gewebsverletzung und Flüssigkeitsverluste.

## Pathophysiologie
Im Rahmen dieses Prozesses kommt es zur Freisetzung einer Reihe von Hormonen. Die wichtigsten sind die Katecholamine Adrenalin und Noradrenalin, Glucagon, Cortisol und Wachstumshormone. Diese dienen dem Körper neben der Steigerung von Herzfrequenz, Herzminutenvolumen und Blutdruck der Bereitstellung von Energie (welche er für die oben beschriebene Kampf-/Fluchtreaktion benötigt). Dabei greift er auf alle drei Nährstoffe zurück. Es kommt zur Steigerung der Proteolyse (Eiweißabbau), zur Steigerung der Lipolyse (Fettabbau) mit Anstieg der freien Fettsäuren im Blut und zur Steigerung der Gluconeogenese (Glucoseneubildung z. B. aus Lactat und bestimmten Aminosäuren) und der Glykogenolyse (Glykogenabbau).
Eng damit verbunden ist eine Erniedrigung der Insulinfreisetzung bei gleichzeitig erschwerter Glukoseverwertung. Damit kommt es zu einem Anstieg der Blutglukosekonzentration. Glukose ist einer der schnellsten Energielieferanten des Körpers.
Außerdem kommt es zum Blutvolumenmangel durch Blutverluste und Verlust von Körperflüssigkeit nach außen oder in den so genannten dritten Raum (Ödem, Darm). Stresshormone (s. o.) führen zur Aktivierung des Renin-Angiotensin-Aldosteron-Systems, was eine Retention von Natrium und Wasser sowie den Verlust von Kalium zur Folge hat, und zur ADH-Freisetzung, was zur Retention von Wasser und dies wiederum zur Stabilisierung von Blutvolumen und Blutdruck führt. Außerdem kommt es zur Freisetzung von Akute-Phase-Proteinen.
Bei einem schweren Trauma sind zudem Veränderungen der Schilddrüsenhormon-Konzentrationen im Blut festzustellen.

## Verlauf
Das Postaggressionssyndrom verläuft in vier Stadien:
- Die Verletzungsphase dauert zwei bis drei Tage. Der Betroffene verspürt Schmerz, hat vermindertes Interesse an der Umwelt, er befindet sich in einer depressiven Stimmungslage und verspürt Durst.
- Während der zwei bis drei Tage dauernden Wendephase stellt sich eine Besserung mit einer Normalisierung vegetativer Funktionen wie Puls, Blutdruck, Atemfrequenz, Temperatur, Hunger und Peristaltik (Darmbewegung) ein.
- Die Anabole Phase dauert zwei bis drei Wochen. Es folgt eine Normalisierung der Stimmungslage und es besteht ein erhöhtes Schlafbedürfnis sowie eine positive Stickstoffbilanz (Eiweißaufbau)
- Während der Rekonvaleszensphase erfolgt schließlich eine Gewichtszunahme sowie eine Wiederherstellung der körperlichen Leistungsfähigkeit.

## Prophylaxe und Therapie
Vor der Therapie des Syndroms werden besonders ältere Menschen optimal vorbereitet. Die Behandlung kann durch Schmerztherapie, Sedierung oder Volumentherapie (Infusionen) erfolgen; gegebenenfalls werden dem Patienten Blutersatzpräparate und Eiweiß zugeführt. Weiterhin wird der Elektrolyt- und Säure-Basen-Haushalt ausgeglichen. Nach der Therapie wird der Patient überwacht.

## Komplikationen
Während der Reaktion kann es zu Dekompensation, Schock oder Kreislaufstillstand kommen.